# Nagykorpád, Somogy
Nagykorpád  este un sat în districtul Nagyatád, județul Somogy, Ungaria, având o populație de 632 de locuitori (2011). 

## Demografie
Componența etnică a satului Nagykorpád
     Maghiari (91,5%)
     Romi (8,5%)
Componența confesională a satului Nagykorpád
     Romano-catolici (43,04%)
     Reformați (16,61%)
     Fără religie (5,7%)
     Necunoscută (34,02%)
     Luterani (0,63%)
Conform recensământului din 2011, satul Nagykorpád avea 632 de locuitori. Din punct de vedere etnic, majoritatea locuitorilor (91,5%) erau maghiari, cu o minoritate de romi (8,5%). Nu există o religie majoritară, locuitorii fiind romano-catolici (43,04%), reformați (16,61%) și persoane fără religie (5,7%). Pentru 34,02% din locuitori nu este cunoscută apartenența confesională.